# 1891 en France
Chronologie de la France
- 1887
- 1888
- 1889
- 1890
- 1891
- 1892
- 1893
- 1894
- 1895

Cette page concerne l'année 1891 du calendrier grégorien.

## Événements
- 1er janvier : prise de Nioro par le colonel Louis Archinard après le départ d’Ahmadou qui se replie au Macina et à Djenné[1].
- 12 janvier : assassinat d'une femme âgée à Courbevoie pour lui dérober son argent. Cinq personnes sont reconnues coupables, dont deux condamnées à mort et deux déportées au bagne[2].
- 28 février : création de l'Office du travail par un décret du Conseil supérieur du travail[3].
- 6 mars : le Sénat français nomme une commission de dix-huit membres dirigée par Jules Ferry chargée de réorganiser l’administration de l’Algérie[4].
- 12 mars-10 mai : l'échassier landais Sylvain Dornon part de Paris pour Moscou, atteinte au bout de cinquante-huit jours de marche[5].
- 14 mars : loi qui fixe l'heure légale en France métropolitaine et en Algérie à l'heure du temps moyen de Paris[6].

- 18 avril : Jules Cambon est nommé gouverneur général de l’Algérie française (fin en 1897)[4]. Il applique une politique indigène plus libérale, liée à un rapide essor économique.
- 25 avril : création du journal L'Agriculture nouvelle[7].

- 1er mai : dix morts à Fourmies lors des manifestations du 1er mai[8]. Échauffourée de Clichy ; des sergents de ville sont blessés par balle au cours d’une bagarre avec des manifestants. Decamps, Leveillé et Dardare sont arrêtés, passés à tabac, jugé en août et condamnés à des peines de trois à cinq ans de prison[9].
- 8 mai : discours à la Chambre du député Georges Clemenceau sur la Fusillade de Fourmies. Il évoque la révolution à venir « c'est le Quatrième État qui se lève et qui arrive à la conquête du pouvoir » et demande et obtient l'amnistie pour les grévistes poursuivis[10].

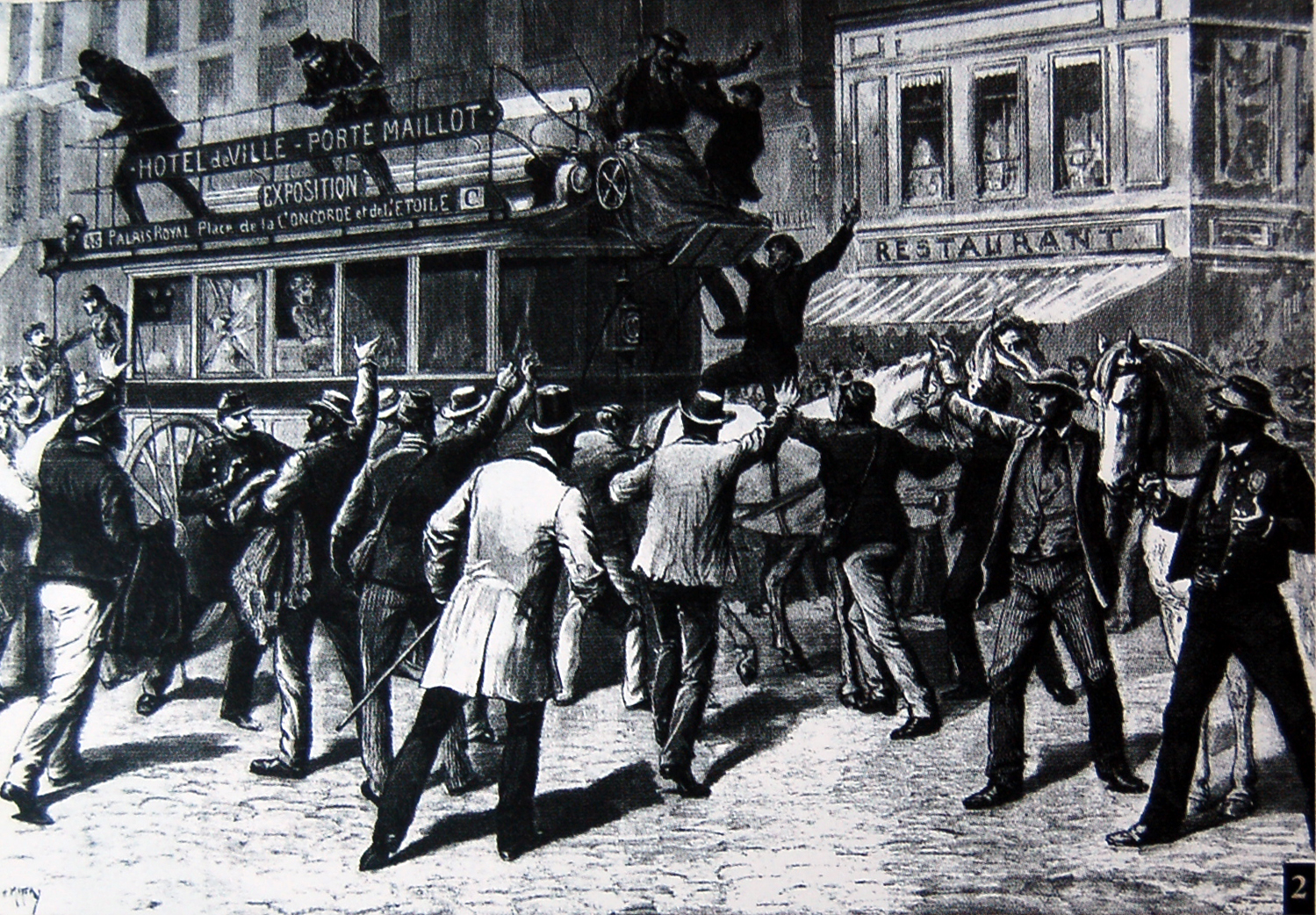
Grève des transports, un omnibus est pris d'assaut en juin 1891.

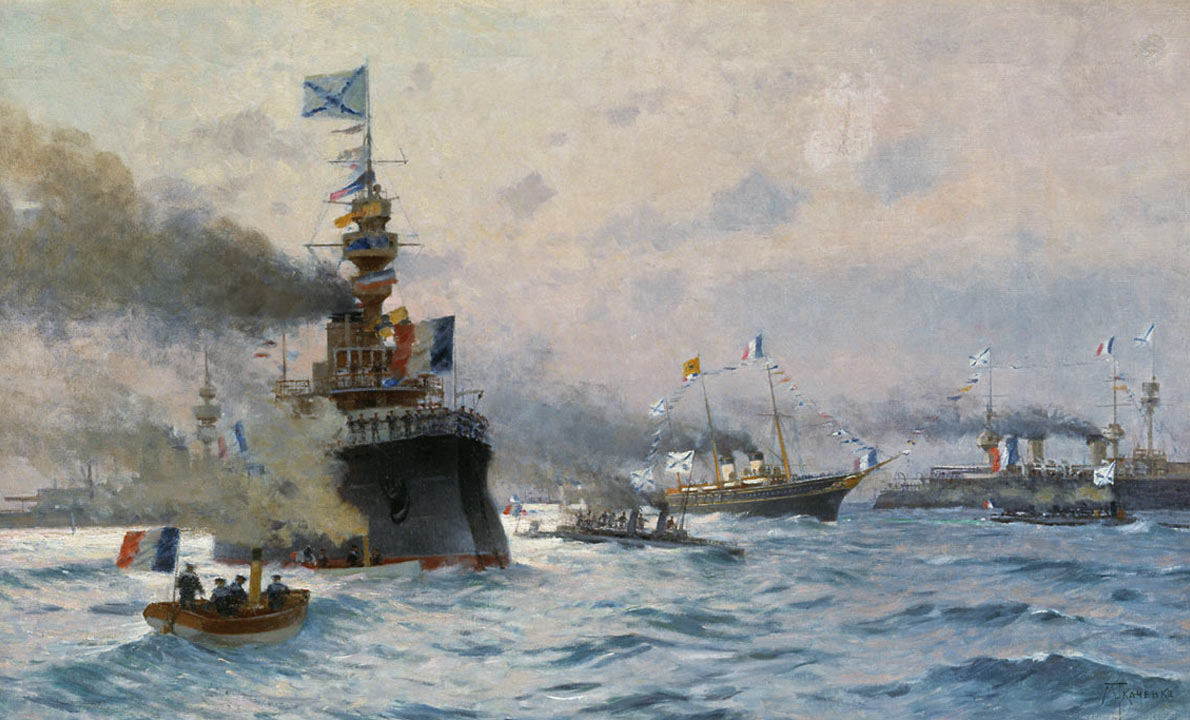
La flotte française à Cronstatd, peinture de Mikhaïl Tkatchenko.

- 2 juin : inventé par Joseph Oller et institué par la loi du 2 juin 1891, le pari mutuel met fin à l'arbitraire des bookmakers dans l'enregistrement et le traitement des paris sur des courses hippiques en France[11].
- 18 juin et 14 août : Édouard Michelin dépose les premiers brevets de pneus avec chambre à air démontables pour les bicyclettes et autres véhicules[12].

- 6 juillet : la Société des gens de lettres commande à Auguste Rodin une statue en hommage à Honoré de Balzac[13].
- 25 juillet : visite de la flotte française à Kronstadt[14].

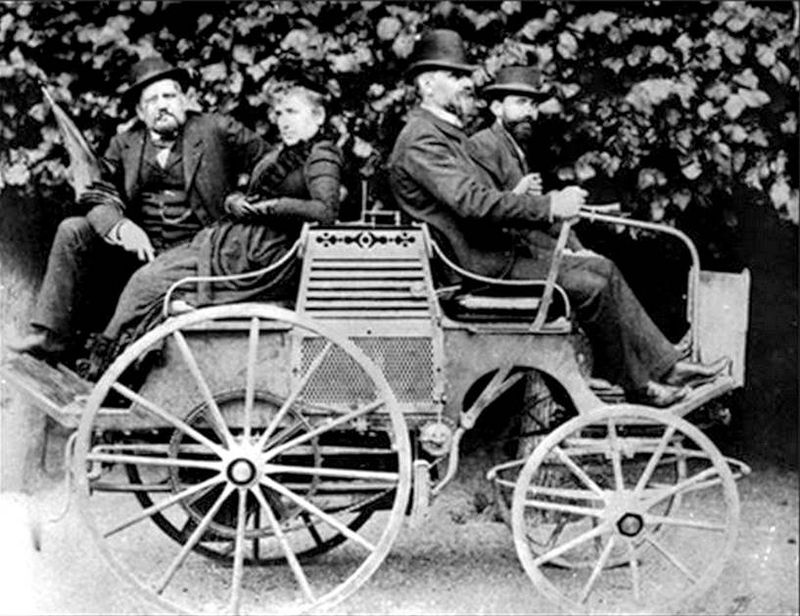
Protoype de Panhard & Levassor avec moteur central et traction arrière, 1890/91. À l'arrière, René Panhard et Louise Levassor, à l'avant Émile Levassor et le chef d'atelier Émile Mayade.

- 31 juillet-1er août : Émile Levassor et Louise Cayrol réussissent un voyage en automobile de Paris à Étretat[15]. Panhard & Levassor fabriquent des automobiles en série dès novembre 1891[16].

- 27 août : accord d’alliance secret franco-russe par échange de lettres. La France obtient seulement de la Russie une promesse de concertation commune en cas de conflit européen[17].

- 6-15 septembre : le quadricycle Peugeot Type 3 suit la course cycliste Paris-Brest-Paris, remportée par Charles Terront[15].
- 30 septembre : le général Boulanger se suicide sur la tombe de sa maitresse[18].

- Novembre : création de la Fédération française des sociétés féministes[19].
- 20 novembre : Louise Koppe, avec l’appui de Léon Bourgeois, fonde à Paris la première maison maternelle[20].
- 26-28 novembre : neuvième Congrès national du Parti ouvrier tenu à Lyon[21].